# Syncolostemon macranthus
Syncolostemon macranthus là một loài thực vật có hoa trong họ Hoa môi. Loài này được (Gürke) Ashby miêu tả khoa học đầu tiên năm 1935.